# Obsidian Entertainment
Obsidian Entertainment е американска компания за разработка на компютърни и конзолни игри.

## История
Компанията е основана в Санта Ана, Калифорния през 2003 от бивши работници на Black Isle Studios. Сред основателите са имена като Фъргъс Уркхарт, Крис Паркър, Дарън Монахън и Крис Джоунс. През 2005 към тях се присъединява и Джош Сойер, движеща сила във вече несъществуващите Black Isle.

## Игри
Докато работи в Black Isle, Джош Сойер въвежда традицията бъдещите проекти да имат кодови имена, най-често на вицепрезиденти на САЩ. След като се присъединява към Obsidian, той отново въвежда системата, но този път игрите носят имена на американски щати.
- Star Wars: Knights of the Old Republic II – 2004 (Xbox), 2005 (PC) – Проект Делауеър
- Neverwinter Nights II – 2006 (PC) – Проект Пенсилвания
- Необявена ролева игра – Проект Ню Джърси (прекратена)
- Neverwinter Nights II: Mask of the Betrayer – 2007 (PC) – Проект Масачузетс
- Neverwinter Nights II: Storm of Zehir – 2008 – (PC) – Проект ?
- Alpha Protocol – 2010 – (PC), (PS3), (Xbox360) – Проект Джорджия
- Aliens: Crucible – (PC), (PS3), (Xbox360) – Проект Кънектикът (прекратена)
- Fallout: New Vegas – 2010 – (PC), (PS3), (Xbox360) – Проект Невада
- Dungeon Siege III – 2011 – (PC), (PS3), (Xbox360)